# Водяне (Василівський район)
Водяне́ — село в Україні, центр Водянської сільської громади у Василівському районі Запорізької області. Населення становить 5921 осіб.

## Географія

### Географія
Село Водяне знаходиться на лівому березі Каховського водосховища (Дніпро), вище по течії на відстані 2 км розташоване село Симиренкове, нижче за течією примикає місто Кам'янка-Дніпровська. Через село проходить автомобільна дорога Т 0805. Відстань до найближчої залізничної станції Нікополь, що на протилежному березі водоймища,— 12 км

### Природно-заповідний фонд
За північно-східною околицею села знаходяться так звані Водянські кучугури – великий піщаний масив в межах надзаплавної тераси (арени) Дніпра, який утворився внаслідок його алювіальної діяльності. До освоєння краю арена була вкрита псамофітностеповою рослинністю. У минулому столітті піски, задля їх закріплення, були засаджені сосною. На вільних від лісонасаджень ділянках збереглась природна псамофітна рослинність. На пониззях серед піщаних кучугур тут місцями зростає реліктова береза дніпровська, занесена до Червоної книги України. Її угруповання, крім того, занесено до Зеленої книги України. З метою збереження цього унікального природного комплексу в 1998 році створено ландшафтний заказник місцевого (обласного) значення «Водянські кучугури» площею 1237,5 га. 

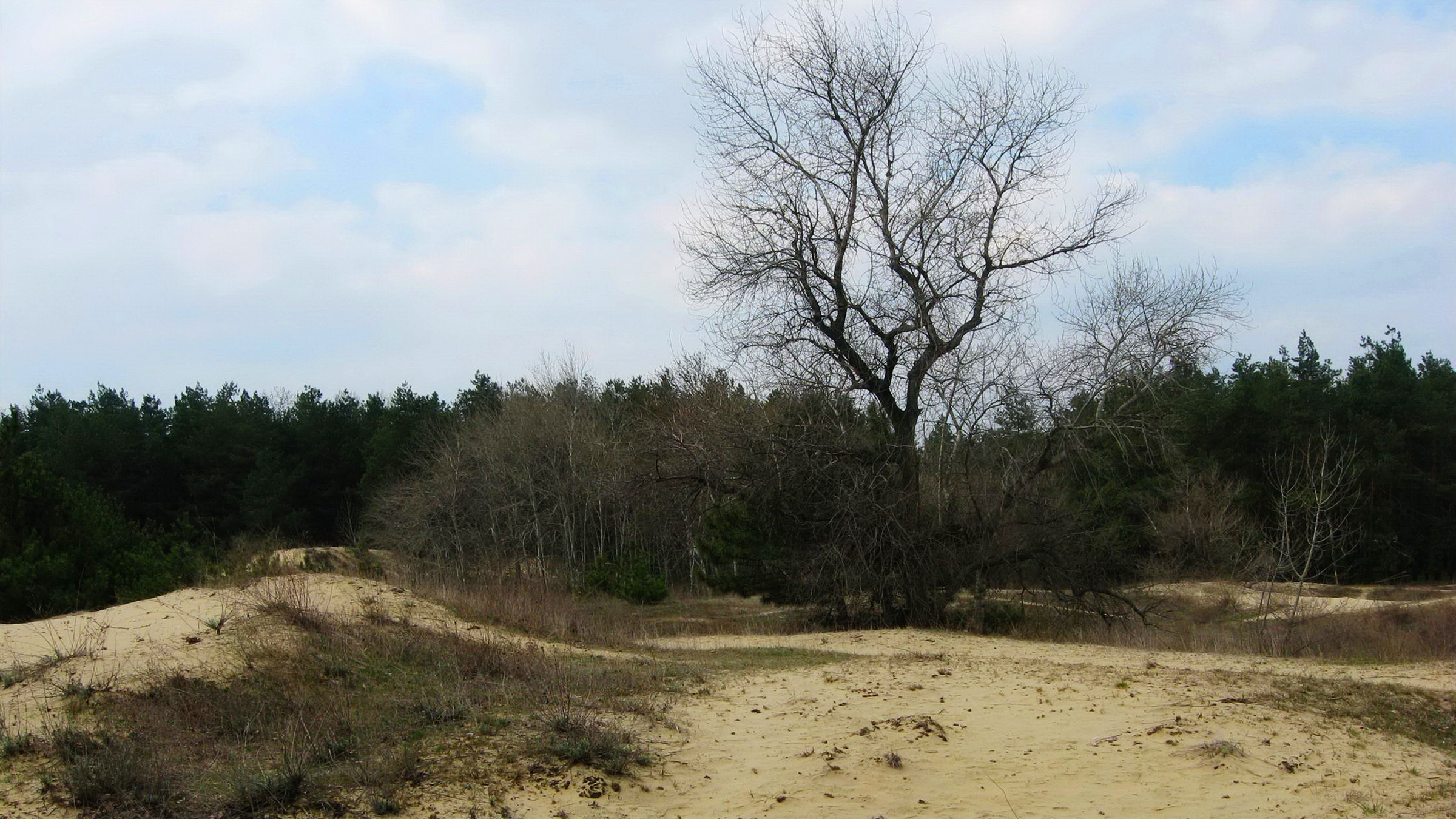
Ландшафтний заказник «Водянські кучугури»
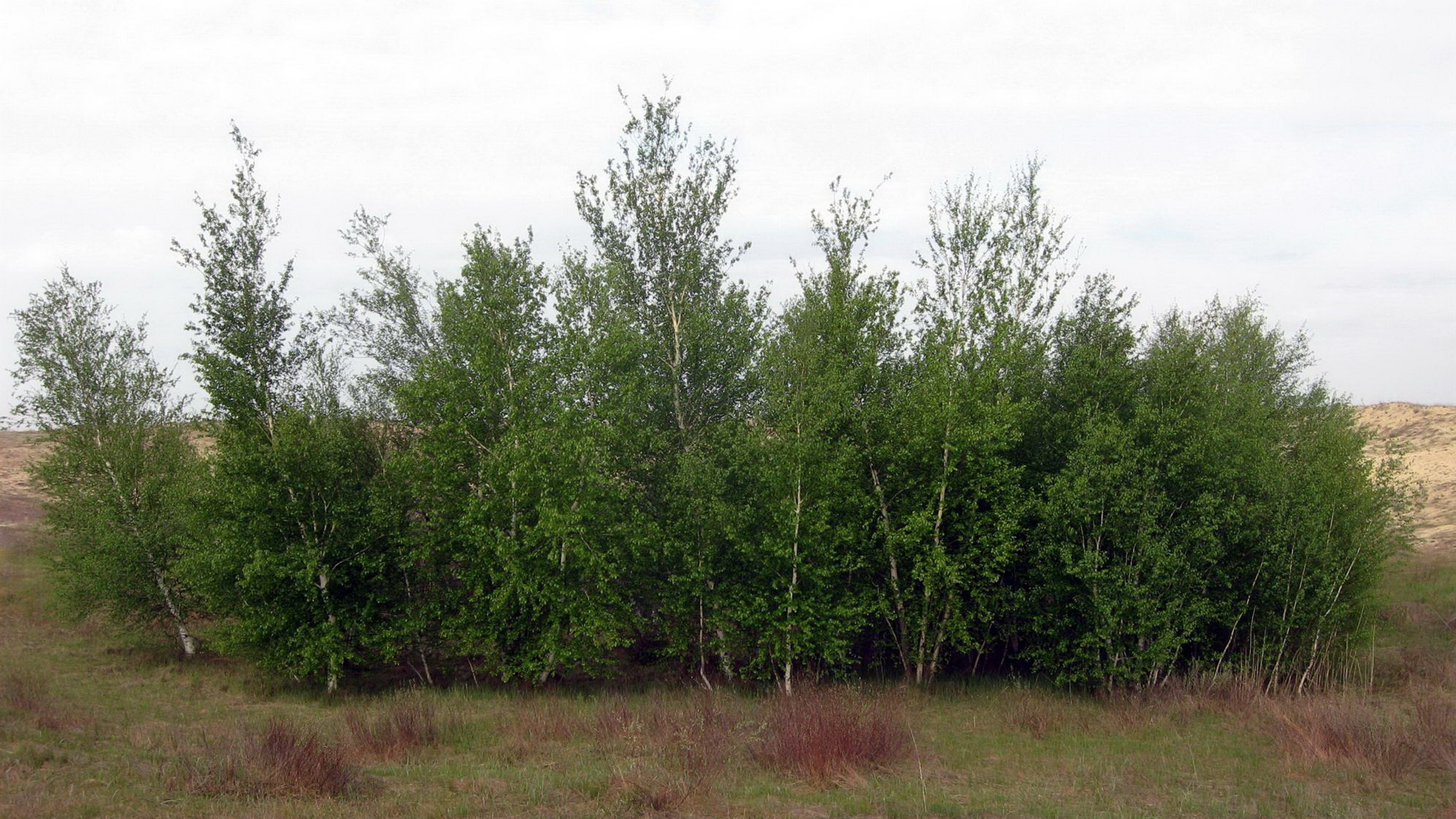
Береза дніпровська
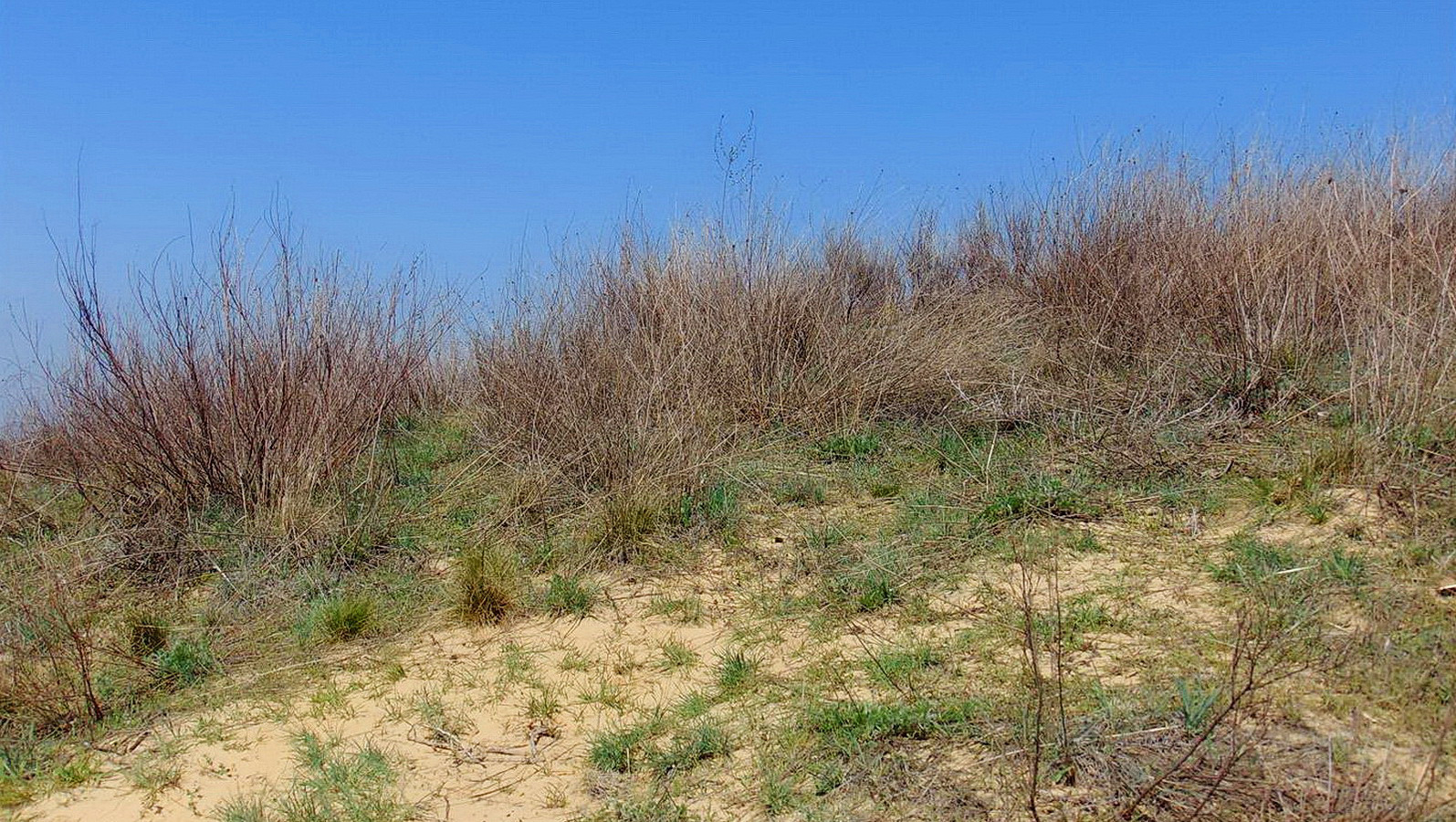
Псамофітний степ

## Історія
На території сучасного села людина жила з найдавніших часів. Про це свідчать виявлені тут рештки трьох поселень і близько десяти курганів епохи бронзи (III—I тисячоліття до н. е.)1, поселення скіфсько-сарматського періоду (III ст. до н. е.— II ст. н. е.)2, а також пам'ятки середньовіччя — кургани та кам'яні баби кочових племен X—XII ст. ст. нашої ери.
До XVIII століття ця місцевість лишалася майже незаселеною. Понад Дніпром тяглися просторі луки та багаті на рибу плавні й лимани. Часто сюди з Приазов'я заходили ногайські татари-кочівники і робили варварські набіги на українські слободи й села. Запоріжці виставляли тут свої дозори, між козаками та кочівниками відбувалися криваві сутички.
Наприкінці XVIII століття тут пролягав торговий шлях з північних губерній Росії на Перекоп і Крим [Архівовано 13 травня 2013 у Wayback Machine.]. З 1780 року в місці, де шлях перетинав Дніпро, почали селитися втікачі-кріпаки з північних губерній, солдати-дезертири, козаки, різного роду «відступники», сектанти-духобори. Вони утворили кілька хуторів, розташованих поблизу один одного на лівому березі Дніпра. Хутори незабаром злилися в слобідку. У 1783 році до слобідки прибула велика група вихідців з села Водяного Єлисаветградського повіту Катеринославського намісництва та інших сіл Катеринославщини. Це були кріпаки, яких царський вельможа Потьомкін продав казні для заселення Таврії. За найменуванням місця попереднього проживання більшості селян слобода дістала назву Водяна. Невдовзі вона перетворилася на чимале село, де 1800 року налічувалося понад 200 дворів. Село інтенсивно зростало. В середині XIX ст. у Водяному вже налічувалось близько 515 дворів, проживало понад 3 тис. чоловік.
Станом на 1886 рік в селі, центрі Водянської волості Мелітопольського повіту Таврійської губернії, мешкало 4523 особи, налічувалось 789 дворів, існували православна церква, бондарня, школа, 6 лавок, відбувався щорічний ярмарок 1 жовтня.
З 2 березня 2022 року село Водяне окуповане російськими військами в рамках російського повномасштабного нападу на Україну.

## Населення
Згідно з переписом УРСР 1989 року чисельність наявного населення села становила 6976 осіб, з яких 3180 чоловіків та 3796 жінок.
За переписом населення України 2001 року в селі мешкало 5905 осіб.

### Мова
Розподіл населення за рідною мовою за даними перепису 2001 року:
| Мова       | Відсоток |
| ---------- | -------- |
| українська | 92,62 %  |
| російська  | 6,18 %   |
| вірменська | 0,81 %   |
| білоруська | 0,15 %   |
| молдовська | 0,03 %   |
| болгарська | 0,02 %   |

## Економіка
- Основа економіки села — індивідуальні тепличні господарства.
- «Водяне», ТОВ.

## Об'єкти соціальної сфери
- Школа № 1 ім Ф.Окатенко.
- Школа № 2.
- Дитячий садочок.
- Клуб.
- Стадіон.
- 2 фельдшерсько-акушерських пункти.

## Уродженці
- Павлів Сергій Мирославович (1971—2015) — солдат Збройних сил України, учасник російсько-української війни[5]
- Григорій Васильович Концур (1941—2020) — оперний співак, заслужений артист Тиви[6]